# Insubri
Insubri (latinsko Insubres) je naziv za keltsko ljudstvo, ki je v 1. tisočletju pr. n. št.. živelo na področju današnje Lombardije. Čeprav so v 3. st. p. n. št. imeli popolnoma keltski značaj, del zgodovinarjev verjame, da so nastali z mešanjem keltskih priseljencev z ligurskimi in italskimi staroselci. Insubri so znani po tem, da so osnovali naselje imenovabi Mediolanum, danas poznan kot Milano.
Insubri so leta 225. pr. n. št. sodelovali v velikem galskem pohodu na Italijo, ki so ga Rimljani razbili v bitki pri Telamonu. Dve leti kasneje so Rimljani, skupaj s svojimi cenomanskimi zavezniki, osvojili Acerrae, glavno oporišče Insubrov in jih potem še porazili v bitki pri Klastidijumu. Leta 221. p. n. št. so Rimljani osvojili Mediolanum, nakar so Insubri sprejeli njihovo oblast.
V drugi punski vojni so Insubri leta 218. p. n. št. postali Hanibalovi zavezniki. Rimljani so postopoma zatrli njihov odpor, in so leta 194. p. n. št. Dobili status zaveznikov. Po tem je šla romanizacija Insubrov relativno hitro. Leta 89. p. n. št. so se po statusu izenačili z Latini, leta 49. p. n. št. pa dobili polno rimsko državljanstvo.
Danes se po Insubrih imenuje pokrajina Insubrija, insubrijski jezik pa je eden od dialektov lombardijščine.

## Klasični viri
Insubre omenjajo Cicero, Polibij, Tit Livij, Plinij starejši, Strabon in Cecilij Stacij.

## Etničnost Insubrov
Glede na etnično poreklo Insubrov obstajata dve glavni teoriji. Prva jih vidi kot keltsko prebivalstvo in posledico migracij galsko-keltskih plemen proti severozahodu Italije v 7. in 6. stoletja pred našim štetjem in njihovem mešanju z domačini. Druga in bolj zanesljiva, ki temelji na arheoloških najdbah in njihovi analizi, jih vidi kot del italskih ljudstev.
Rimski zgodovinar Livij je pisal o Insubrih. Po njegovih spisih je vsa severna Italija (med severnimi in zahodnimi Alpami, reko Addo in Oglio na vzhodu in Apenini na jugu) utrpela v teku stoletij ponavljajoče vdore keltskih plemen iz regije Galije. Trdil je, da so pred invazijo v 4. stoletju pr. n. št. Obstajale še prejšnje iz okoli konca 7. in zgodnjega 6. stoletja p. n. št.
To hipotezo pa med starodavnimi zgodovinarji podpira le Livij, in ni nobene potrditve v arheoloških najdbah. Študija predmetov najdenih v grobovih kulture Golasecca med 10. in 4. stoletjem pred našim štetjem (datum prve keltskega vdora v severno Italijo) pa kaže postopen in počasen kulturni razvoj brez kakršnekoli korenite spremembe. Dejansko obstajajo pomembni elementi keltske kulture iz območja severno od Alp, vendar pa obstajajo tudi elementi sestavljeni iz venetske, halštatske in predvsem, etruščanske kulture, ki dokazujejo, da je bila keltizacija kulturna izmenjava in ne invazija.
Za izvor Insurbov bi lahko rekli, da so skupaj z drugimi narodi kulture Golasecca, prispeli v severno Italijo v obdobju med 2. tisočletjem pred našim štetjem do bronaste dobe, iz juga sodobne Francije, ki obsega del ligurskega ozemlja in nato ustvarili populacijo opredeljeno kot keltski-Ligurijci.

## Kultura in družba
Kultura Insubrov je posledica počasnega in lastnega razvoja. Zahvaljujoč kulturnim in gospodarskim izmenjavam s sosednjimi območji, kot so Etrurija, Benečija in Narbonska Galija so Insubri vedeli za napredek in ustvarili posebno svojo družbo. Na podlagi arheoloških najdb domnevajo, da je šlo za oligarhično družbo, kjer je bila oblast v rokah nekaj gospodarjev.